# Sanjaq de Zor
El Sanjaq de Zor (turc otomà: سنجاق زور; turc: Zor sancağı o Deyr-i Zor Vilayeti) va ser una divisió administrativa (sanjaq) de l'Imperi Otomà, posteriorment elevat a mutasarrifat autònom. La seva àrea fou separada de l'eyalat de Bagdad (que després fou un vilayet el 1864) per esdevenir una nova entitat el 1857.
La capital va ser Deir Ez-Zor, un poble a la riba dreta de l'Eufrates, que també va ser l'única població considerable del sanjaq. A principis del segle xx, el sanjaq tenia una superfície d'uns 100.000 km², i una població estimada de 100.000 habitants, majoritàriament àrabs nòmades i també kurds. La pròpia capital només era un poble abans de convertir-se en el centre del sanjaq.
En els acords Sykes-Picot de 1916, el mutassarrifat va quedar dividit entre França i Gran Bretanya. La divisió es va fer efectiva després del 1918. La part nord de la zona britànica estava destinada a formar part d'un Kurdistan independent, junt amb la part nord de la zona francesa però el 1922 van passar als nacionalistes turcs. La resta de la part britànica va seguir el camí complex del vilayat de Mossul; la part francesa va estar sota control del govern àrab (1918-1920) i del regne de Síria (1920) per integrar-se finalment al mandat francès de Síria i el Líban, formant la part oriental de l'estat d'Alep.

## Divisions administratives
Kazes del sanjaq i mutasarrifat:
1. Kaza de Deyr
2. Kaza de Ras al-Ayn
3. Kaza d'Asare
4. Kaza d'Ebukemal